# Käthe Schirmacher
Käthe Schirmacher, född 6 augusti 1865 i Danzig, död 18 november 1930 i Meran, var en tysk feminist. 
Schirmacher, som innehade doktorsgrad i romanska språk, vistades under lång tid i utlandet, bland annat i Frankrike och USA. Hon tillhörde den borgerliga kvinnorörelsens vänsterflygel och var främst aktiv inom rösträttsrörelsen. Hon utgav bland annat Das Rätsel Weib (1912; "Gåtan kvinnan: En uppgörelse"). Hon gled senare åt höger inom politiken och invaldes 1919 i Weimarrepublikens riksdag som representant för Tysknationella folkpartiet (DNVP).